# Auriculella ambusta
Auriculella ambusta é uma espécie de gastrópode da família Achatinellidae.
É endémica do Arquipélago do Havaí.